# Episodi di La signora e il fantasma (prima stagione)
La prima stagione della serie televisiva La signora e il fantasma (The Ghost and Mrs. Muir) è andata in onda negli Stati Uniti dal 21 settembre 1968 al 29 marzo 1969 sulla NBC.
| nº | Titolo originale              | Prima TV USA      | Titolo italiano | Prima TV Italia |
| -- | ----------------------------- | ----------------- | --------------- | --------------- |
| 1  | Pilot                         | 21 settembre 1968 |                 |                 |
| 2  | Haunted Honeymoon             | 28 settembre 1968 |                 |                 |
| 3  | Treasure Hunt                 | 5 ottobre 1968    |                 |                 |
| 4  | The Ghost Hunter              | 12 ottobre 1968   |                 |                 |
| 5  | Hero Today, Gone Tomorrow     | 19 ottobre 1968   |                 |                 |
| 6  | Vanessa                       | 26 ottobre 1968   |                 |                 |
| 7  | The Real James Gatley         | 2 novembre 1968   |                 |                 |
| 8  | Uncle Arnold the Magnificent  | 9 novembre 1968   |                 |                 |
| 9  | Way Off Broadway              | 16 novembre 1968  |                 |                 |
| 10 | The Monkey Puzzle Tree        | 30 novembre 1968  |                 |                 |
| 11 | Captain Gregg's Whiz-Bang     | 7 dicembre 1968   |                 |                 |
| 12 | Madeira, My Dear?             | 14 dicembre 1968  |                 |                 |
| 13 | Love is a Toothache           | 21 dicembre 1968  |                 |                 |
| 14 | Mister Perfect                | 28 dicembre 1968  |                 |                 |
| 15 | Dear Delusion                 | 4 gennaio 1969    |                 |                 |
| 16 | Dog Gone!                     | 11 gennaio 1969   |                 |                 |
| 17 | A Pain in the Neck            | 18 gennaio 1969   |                 |                 |
| 18 | Strictly Relative             | 25 gennaio 1969   |                 |                 |
| 19 | Chowderhead                   | 1º febbraio 1969  |                 |                 |
| 20 | It's a Gift!                  | 8 febbraio 1969   |                 |                 |
| 21 | Buried on Page One            | 15 febbraio 1969  |                 |                 |
| 22 | Make Me a Match               | 22 febbraio 1969  |                 |                 |
| 23 | Jonathan Tells it Like it Was | 1º marzo 1969     |                 |                 |
| 24 | The Medicine Ball             | 8 marzo 1969      |                 |                 |
| 25 | Son of the Curse              | 15 marzo 1969     |                 |                 |
| 26 | The Music Maker               | 29 marzo 1969     |                 |                 |

## Pilot
- Prima televisiva: 21 settembre 1968
- Diretto da: Gene Reynolds
- Scritto da: Jean Holloway

### Trama
- Guest star: Guy Raymond (Mr. Peevy)

## Haunted Honeymoon
- Prima televisiva: 28 settembre 1968
- Diretto da: Gene Reynolds
- Scritto da: Bill Idelson, Harvey Miller

### Trama
- Guest star: Yvonne Craig (Gladys Zimmerman), Jonathan Daly (Harvey Dillman)

## Treasure Hunt
- Prima televisiva: 5 ottobre 1968
- Diretto da: Hollingsworth Morse
- Scritto da: Howard Leeds

### Trama
- Guest star:

## The Ghost Hunter
- Prima televisiva: 12 ottobre 1968
- Diretto da: Gary Nelson
- Scritto da: Joseph Bonaduce

### Trama
- Guest star: Bill Bixby (Paul Wilkie), Vaughn Taylor (dottor Hewitt), Michael Fox (Prof. Maxwell)

## Hero Today, Gone Tomorrow
- Prima televisiva: 19 ottobre 1968
- Diretto da: Gary Nelson
- Scritto da: Peggy Elliott, Ed Scharlach

### Trama
- Guest star: Mabel Albertson (Elvira Grover)

## Vanessa
- Prima televisiva: 26 ottobre 1968
- Diretto da: Lee Philips
- Scritto da: Joseph Bonaduce

### Trama
- Guest star: Shelley Fabares (Vanessa Peekskill)

## The Real James Gatley
- Prima televisiva: 2 novembre 1968
- Diretto da: Gene Reynolds
- Scritto da: Albert E. Lewin

### Trama
- Guest star: Stafford Repp (Buzzie Fenwick), Diana Herbert (Binnie Fenwick), Mason Curry (Deke Tuttle), Olan Soule (Dooley Fickett), William Lally (turista), Dabbs Greer (Norrie Coolidge)

## Uncle Arnold the Magnificent
- Prima televisiva: 9 novembre 1968
- Diretto da: Sherman Marks
- Scritto da: Paul Wayne

### Trama
- Guest star: Jack Gilford (zio Arnold), Billy Beck (tassista - Frank Tobias)

## Way Off Broadway
- Prima televisiva: 16 novembre 1968
- Diretto da: Lee Philips
- Scritto da: Albert E. Lewin

### Trama
- Guest star: Kathleen Hughes (Mrs. Coburn), Mason Curry (Deke Tuttle), Melissa Newman (Nancy), Dabbs Greer (Norrie Coolidge)

## The Monkey Puzzle Tree
- Prima televisiva: 30 novembre 1968
- Diretto da: Lee Philips
- Scritto da: Jean Holloway

### Trama
- Guest star: James McCallion (Abner), John Copage (Seth)

## Captain Gregg's Whiz-Bang
- Prima televisiva: 7 dicembre 1968
- Diretto da: John Erman
- Scritto da: Peggy Elliott, Ed Scharlach

### Trama
- Guest star: Kenneth Mars (Ellsworth Gordon), James McCallion (Abner), George Morgan (assistente editore), Bill McLean (cameriere), Dabbs Greer (Norrie Coolidge)

## Madeira, My Dear?
- Prima televisiva: 14 dicembre 1968
- Diretto da: Ida Lupino
- Scritto da: Nate Monaster

### Trama
- Guest star: Kathleen Hughes (Mrs. Coburn), James McCallion (Abner), Linda Sue Risk (Linda)

## Love is a Toothache
- Prima televisiva: 21 dicembre 1968
- Diretto da: Lee Philips
- Scritto da: Howard Leeds

### Trama
- Guest star: Jonathan Harris (dottor Milton Rodman), Ruth McDevitt (Mrs. Rodman)

## Mister Perfect
- Prima televisiva: 28 dicembre 1968
- Diretto da: Gene Reynolds
- Scritto da: John McGreevey

### Trama
- Guest star: William Daniels (Blair Thompson), William Fawcett (Mr. Pertwee), Guy Remsen (marinaio)

## Dear Delusion
- Prima televisiva: 4 gennaio 1969
- Diretto da: Gary Nelson
- Scritto da: Jean Holloway

### Trama
- Guest star: Dan Tobin (dottor Ryan McNally), Ralph Moody (dottor Jim Meade)

## Dog Gone!
- Prima televisiva: 11 gennaio 1969
- Diretto da: Oscar Rudolph
- Scritto da: Tom August, Helen August

### Trama
- Guest star: Larry Hovis (Norbert Frank)

## A Pain in the Neck
- Prima televisiva: 18 gennaio 1969
- Diretto da: Lee Philips
- Scritto da: Joseph Bonaduce

### Trama
- Guest star: Roy Engel (dottor Feeney), John Copage (Seth), James McCallion (Abner)

## Strictly Relative
- Prima televisiva: 25 gennaio 1969
- Diretto da: Hollingsworth Morse
- Scritto da: Albert E. Lewin

### Trama
- Guest star: Herb Voland (Ralph Muir), June Vincent (Marjorie Muir)

## Chowderhead
- Prima televisiva: 1º febbraio 1969
- Diretto da: Hollingsworth Morse
- Scritto da: Joseph Bonaduce, Edward J. White

### Trama
- Guest star: Cecil Kellaway (ammiraglio Snedaker), Tom Kennedy (George Hooper), Mickey Manners (Jerry Chamberlyn)

## It's a Gift!
- Prima televisiva: 8 febbraio 1969
- Diretto da: Lee Philips
- Scritto da: Ed Scharlach, Peggy Elliott

### Trama
- Guest star: Billy Beck (Frank Tobias), Mason Curry (Deke Tuttle), J. Pat O'Malley (Ollie Wilkins)

## Buried on Page One
- Prima televisiva: 15 febbraio 1969
- Diretto da: John Erman
- Soggetto di: Paul West

### Trama
- Guest star: Richard Dreyfuss (Mark Finley), Dabbs Greer (Norrie Coolidge)

## Make Me a Match
- Prima televisiva: 22 febbraio 1969
- Diretto da: Gary Nelson
- Scritto da: Howard Leeds

### Trama
- Guest star: Alice Ghostley (Aggie)

## Jonathan Tells it Like it Was
- Prima televisiva: 1º marzo 1969
- Diretto da: Gary Nelson
- Scritto da: Joseph Bonaduce

### Trama
- Guest star: Danny Bonaduce (Danny Shoemaker), Linda Sue Risk (Linda), Anne Barton (Jane Shoemaker), Mason Curry (Deke Tuttle), Dabbs Greer (Norrie Coolidge), Tom Palmer (Rutledge Adams)

## The Medicine Ball
- Prima televisiva: 8 marzo 1969
- Diretto da: Gary Nelson
- Soggetto di: Edith R. Sommer

### Trama
- Guest star: Don Scardino (dottore Ferguson), Kathleen Hughes (Mrs. Coburn)

## Son of the Curse
- Prima televisiva: 15 marzo 1969
- Diretto da: John Erman
- Scritto da: Albert E. Lewin

### Trama
- Guest star: Mason Curry (Deke Tuttle), Roy Dean (Mr. Becker), Dabbs Greer (Norrie Coolidge)

## The Music Maker
- Prima televisiva: 29 marzo 1969
- Diretto da: George Tyne
- Scritto da: Paul Wayne

### Trama
- Guest star: Harry Nilsson (Tim Seagirt), Edwin Max (Steve Locke)